# Leucopis flavicornis
Leucopis flavicornis är en tvåvingeart som beskrevs av Aldrich 1914. Leucopis flavicornis ingår i släktet Leucopis och familjen markflugor.
Artens utbredningsområde är Texas. Inga underarter finns listade i Catalogue of Life.